# 전투산 전투
전투산 전투는 6.25 전쟁 초기에 유엔군사령부(UN)와 조선인민군 간에 1950년 8월 15일부터 9월 19일까지 대한민국의 서북산 산악 지역 일대에서 벌어진 교전이다. 이 전투는 낙동강 방어선 전투 동안 동시에 벌어진 여러 대규모 교전 중 하나였다. 이 전투는 많은 미국 육군(미군)과 대한민국 육군(국군) 병력이 조선인민군(KPA) 사단이 산악 지역을 점령하는 것을 막아 유엔의 승리로 끝났다.
마산 방어 작전에서 미 육군 제25보병사단은 제24보병연대와 제5보병연대를 서북산에 배치하여 그 두 봉우리인 필봉과 665고지를 방어했는데, 이 봉우리들은 나중에 "전투산"으로 알려지게 되었다. 그 후 조선인민군 제6사단과의 한 달 간의 싸움이 이어졌고, 전투산은 20번이나 주인이 바뀌었다.
교착 상태 동안 어느 쪽도 산 정상 점령에서 확실한 승리를 확보하지 못했지만, 미군은 조선인민군이 전투산을 넘어 진격하는 것을 막는 임무에 성공하여 조선인민군의 최종 패배와 철수를 위한 길을 열었다.

## 배경

### 전쟁 발발
1950년 6월 25일 조선민주주의인민공화국의 남한 침공으로 한국 전쟁이 발발하자, 유엔은 남한을 지원하기 위해 병력을 파견했다. 미국은 이후 조선인민군의 침공을 격퇴하고 남한의 붕괴를 막기 위해 한반도에 지상군을 파견했다. 그러나 제2차 세계 대전이 끝난 지 5년이 지난 시점부터 극동 주둔 미군 병력은 꾸준히 감소하고 있었고, 당시 가장 가까운 병력은 일본에 본부를 둔 제24보병사단이었다. 이 사단은 병력이 부족했고, 군비 지출 감소로 인해 대부분의 장비가 노후화되어 있었다. 그럼에도 불구하고 제24사단은 남한으로 파견 명령을 받았다.

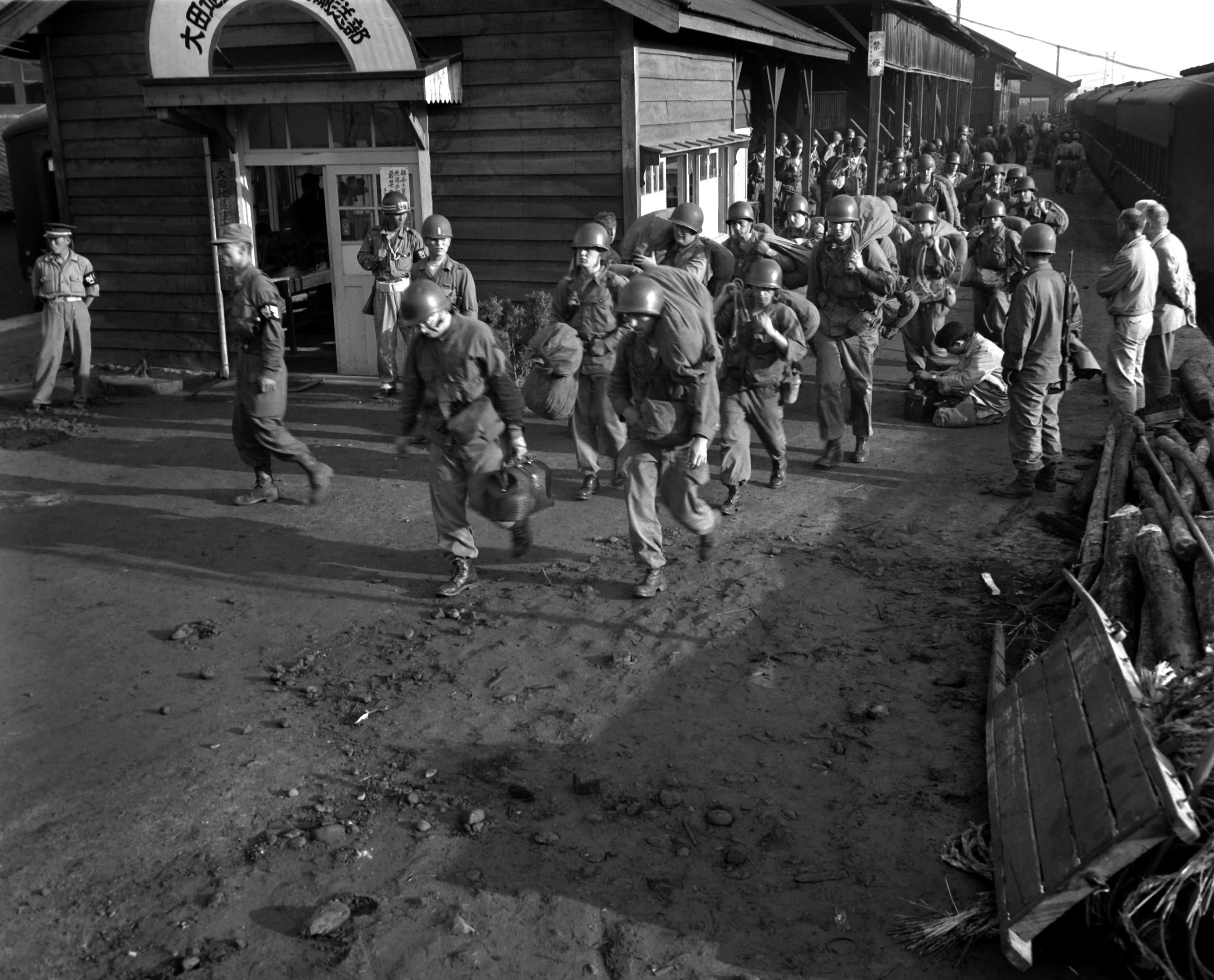
태스크포스 스미스가 대한민국에 도착한다.

제24보병사단은 조선인민군의 진격의 초기 "충격"을 흡수하고, 훨씬 더 큰 조선인민군 부대의 진격을 지연시켜 증원군이 도착할 시간을 벌기 위한 임무를 띠고 한국에 파견된 최초의 미군 부대였다. 이 사단은 그 결과 제1기병사단과 제7보병사단 및 제25보병사단이 다른 미국 제8군 지원 부대와 함께 배치될 때까지 몇 주 동안 홀로 싸웠다. 제24사단의 선발대는 7월 5일 미군과 조선인민군의 첫 교전인 오산 전투에서 크게 패배했다. 오산에서의 패배 이후 첫 한 달 동안, 제24사단은 우세한 조선인민군 병력과 장비에 의해 반복적으로 패배하고 남쪽으로 밀려났다. 제24보병연대는 조치원, 천안, 평택 주변의 교전에서 체계적으로 남쪽으로 밀려났다. 제24사단은 대전 전투에서 최후의 저항을 벌였고, 거의 전멸했지만 조선인민군의 진격을 7월 20일까지 지연시켰다. 그 무렵, 제8군 전투 병력은 이 지역을 공격하는 조선인민군 병력과 대략 동등했으며, 매일 새로운 유엔 부대가 도착하고 있었다.

### 조선인민군의 진격
대전이 점령되자 조선인민군은 낙동강 방어선을 포위하려고 시도했다. 조선인민군 제4사단과 제6사단은 넓은 측면 기동으로 남쪽으로 진격했다. 두 사단은 병력을 얇은 전선에 분산시켜야 했지만, 기갑과 우세한 병력으로 유엔의 좌측면을 돌파하여 유엔군을 반복적으로 밀어냈다. 유엔군은 반복적으로 밀려났지만 마침내 남한 지역의 일련의 교전에서 조선인민군의 진격을 막아냈다. 새로 한국에 도착한 제29보병연대 제3대대는 7월 27일 하동에서 협동 기습 공격으로 막대한 사상자를 냈고, 이는 부산 지역으로 가는 길을 열었다. 얼마 후, 조선인민군은 서쪽의 진주를 점령하여 미군 제19보병연대를 밀어내고 더 많은 조선인민군 공격을 위해 부산 지역으로 가는 길을 열었다. 미군 부대는 이후 8월 2일 노치 전투에서 측면의 조선인민군을 격퇴하고 밀어낼 수 있었다. 사상자가 늘어남에 따라 서쪽의 조선인민군 병력은 재무장하고 증원군을 받기 위해 며칠 동안 후퇴했다. 이는 양측이 낙동강 방어선 공격을 준비할 시간을 주었다.

### 제25보병사단의 배치

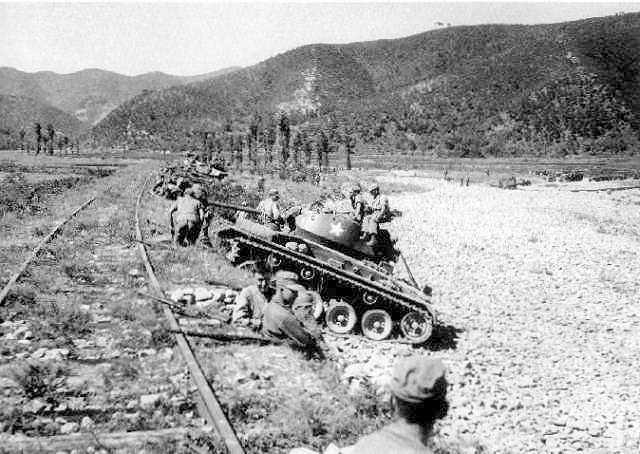
M24 채피 경전차들이 마산 근처에서 조선인민군의 공격을 기다리고 있다

제8군 사령관인 중장 월턴 워커는 소장 윌리엄 B. 킨이 지휘하는 미군 제25보병사단에 마산 서쪽 낙동강 방어선의 남쪽 측면에 방어 진지를 구축하도록 명령했다. 8월 15일까지 제25보병사단은 전선에 배치되었지만, 마산 서쪽의 험준한 지형은 진지 선택을 제한했다. 마산 서쪽의 산악 지대는 진주 고개 동쪽에서 처음으로 쉽게 방어할 수 있는 지형이었다. 서북산의 2,000-피트 (610 m) 산등성이는 이 지역을 지배했으며, 마산 서쪽의 유일한 남북 통신 수단인 고암리에서 함안을 거쳐 진동리로 이어지는 도로를 보호했다.
고암리 북서쪽에는 남강을 따라 900 피트 (270 m) 시비당산이 지배하는 필봉의 험준한 산줄기가 있었다. 시비당산은 주변 지역을 관측하기에 훌륭한 관측 지점을 제공했으며, 고암리 지역에 배치된 미군 포병은 중암리 교차로를 차단할 수 있었다. 제35보병연대는 제25보병사단 방어선의 북쪽 부분인 시비당-고암리에 진지를 구축했다. 제35연대 전선은 고암리 서쪽 2 마일 (3.2 km) 지점에서 남강까지 이어졌고, 그 강을 따라 동쪽으로 낙동강 합류 지점까지 이어졌다. 이는 약 26,000 야드 (24,000 m) 길이로, 연대에 일반적으로 할당되는 길이의 두 배에 달하는 긴 연대 전선이었다.
제35보병연대 제1대대는 고암리 서쪽에서 연대의 좌측면을 담당했고, 제2대대는 남강을 따라 연대의 우측면을 담당했다. 한편, 제29보병연대 제1대대에서 재편성된 제3대대는 칠원 남쪽 도로에 예비대로 배치되어 전선의 어느 부분에도 신속하게 접근할 수 있었다. 남쪽에는 제24보병연대가 있었고, 진동리 서쪽에는 제5보병연대 전투단(제5RCT)이 사단의 좌측면에 있었다. 사단 명령에 따라 제5RCT는 처음에는 진동리 해안 도로 위의 야반산까지만 방어했지만, 킨은 곧 그들에게 제24보병연대와 북쪽으로의 간격을 좁히도록 명령했다. 제5RCT가 미국 장교가 지휘하는 100명의 국군 부대를 서북산의 더 높은 경사면으로 보냈을 때, 이미 그곳에 있던 조선인민군 병력이 그들을 격퇴했다. 킨은 이후 제5RCT에게 이 지역을 점령하도록 명령했지만, 너무 늦었다. 그 지역은 조선인민군의 수중에 확고하게 있었다.

## 전주
조선인민군 제6사단과 제7사단은 마산으로 접근하여 미군 제25보병사단을 여러 전선에서 공격했으며, 주요 노력은 제24보병연대와 제35보병연대를 목표로 했다. 조선인민군 제7사단이 시비당과 고암리 주변의 제35보병연대 진지를 침투하려고 시도하는 동시에, 제6사단은 제25보병사단 전선의 산악 중부 지역에 강력한 순찰 및 정찰 공격을 보냈다. 사단이 마산 서쪽에 방어 진지를 구축하라는 명령을 하달했을 때, 제24보병연대 제2대대는 여전히 전투산과 필봉에서 계곡 같은 협곡을 가로지르는 산등성이인 오봉산을 점령하려고 시도하고 있었다. 8월 15일 새벽, 제2대대는 조선인민군과 접촉을 끊고 서북산과 함안 서쪽 능선으로 후퇴했다. 제24보병연대 제3대대는 이제 함안 지역으로 와서 이 구역의 연대 방어를 돕게 되었다.

### 전투산

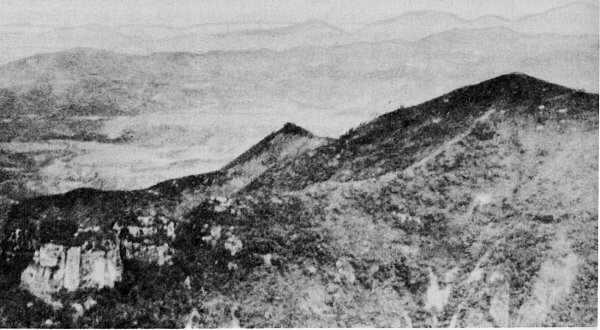
전투 대부분 기간 동안 조선인민군 수중에 있던 "바위 봉우리" 진지.

함안 서쪽의 높은 지형으로, 제24보병연대가 방어선을 구축한 곳은 서북산 산악 지대의 일부였다. 서북산은 진동리 북서쪽 8 마일 (13 km) 지점, 함안 남서쪽 3 마일 (4.8 km) 지점의 필봉(743고지라고도 불림)에서 2,400 피트 (730 m)의 최고봉에 이른다. 필봉에서 능선 정상은 북서쪽으로 구부러져 1 마일 (1.6 km) 떨어진 곳에서 민둥봉우리인 665고지로 다시 솟아올랐는데, 이 봉우리는 전투산으로 알려지게 되었다. 미군은 이따금 "네이팜 고지", "대머리 고지", "피투성이 봉우리"라고 불렀다. 필봉과 전투산 사이의 능선은 "바위 봉우리"라고 불리는 바위투성이 좁은 절벽으로 이어진다. 전투산에서 남강 방향으로 북쪽으로 가면 지형은 두 개의 긴 지맥으로 급격히 떨어진다. 그곳에서 싸운 미군은 동쪽 지맥을 그린 피크라고 불렀다.
전투산과 필봉의 서쪽, 조선인민군이 점령한 기슭에는 봉우리에서 1.25 마일 (2.01 km) 떨어진 오곡과 둔덕 마을이 있었다. 남북 산악길은 이 마을들 북쪽의 높은 고개를 가로질러 서쪽 경사면을 따라 전투산 정상까지 절반 정도 올라갔다. 이 길은 조선인민군에게 이 지역 공격을 개시하고 보급하는 데 유리하게 작용했다. 오곡과 둔덕에서 전투산과 필봉 정상까지 이어지는 오솔길이 있었다. 전투산 정상에서는 조선인민군이 점령한 계곡을 직접 내려다볼 수 있었다. 동시에 전투산에서 조선인민군은 동쪽의 함안 계곡을 내려다보고 미군 제24보병연대 지휘소, 보급로, 포병 진지 및 접근로를 관측할 수 있었다. 전투산 정상을 점령한 쪽은 상대방의 후방 지역을 관측할 수 있었다. 양측은 전투산 정상 점령의 이점을 보고 6주간의 전투에서 끊임없이 이 지역을 점령하기 위해 싸웠다.

### 병참
전투산과 필봉으로 가는 길은 서쪽, 조선인민군이 점령한 쪽보다 동쪽, 미군이 점령한 쪽에서 훨씬 더 어려웠다. 동쪽에는 정상까지 절반 정도 오르는 길이 없었다. 함안 계곡 가장자리에 있는 산기슭에서 정상까지 올라가는 유일한 방법은 좁은 오솔길이었다. 등반가들은 저수지 지역에서 필봉 정상까지 도달하는 데 두세 시간이 걸렸고, 계곡 바닥에서 전투산 정상까지 도달하는 데는 세네 시간이 걸렸다. 전투산으로 가는 보급 열차의 왕복 시간은 여섯 시간이었다. 때로는 파견 주자가 전투산을 오르내리는 데 여덟 시간이 걸리기도 했다. 일부 지역은 길이 너무 가파라서 등반가들이 길 옆에 잡고 올라갈 밧줄을 설치해야 했다. 조선인민군 야간 순찰대는 끊임없이 전화선을 끊었다. 통신병들은 산에 있는 부대와의 유선 통신을 유지하기 위해 어렵고 위험한 작업을 수행해야 했다. 봉우리 정상에 있는 부대들은 식량, 물, 탄약이 자주 부족했다.

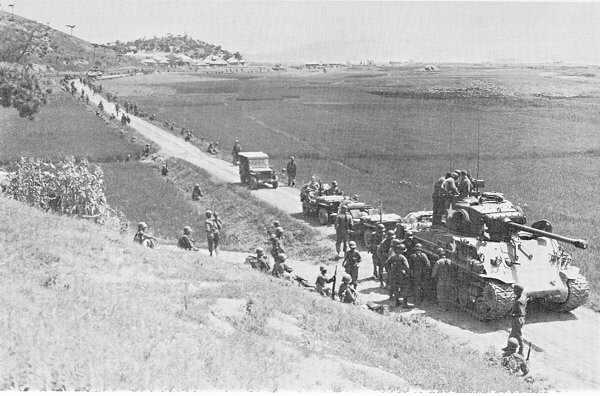
미군 병력들이 엔지니어 로드를 횡단한다.

사망자와 중상자를 정상에서 끌어내리는 것은 양측 모두에게 어려웠다. 유엔군 들것을 나르는 6명의 팀은 각 부상병을 들것에 싣고 산을 내려와야 했다. 부상병이 위중할 경우 이동 중에 치료를 제공할 의료 보조원도 필요했으며, 소총수들은 길을 따라 조선인민군 저격수로부터 그들을 보호하기 위해 종종 팀에 동행했다. 중상자는 완전한 의료 처치를 받을 수 있는 아래쪽까지 도달하기 전에 사망하는 경우가 많았다. 이러한 가능성은 전투산에서 싸우는 제24보병연대 부대의 사기를 저하시키는 요인 중 하나였다. 많은 병사들은 그곳에서 부상을 입으면 적절한 의료 처치를 받기 전에 죽을 것이라고 두려워했다. 조선인민군 병사들은 종종 사망자와 부상자를 정상에서 전혀 옮길 시간이 없어 양측 모두 정상 주변에 얕은 무덤을 파고 사상자를 매장해야 했다.
제24보병연대의 지원 포병인 제159야전포병대대는 함안 남쪽 계곡에 배치되었다. 8월 19일, 포병대는 함안 북쪽 개울가에 남아있던 C포대를 제외하고 더 후방으로 이동했다. 연대 공병대는 함안 북동쪽에서 고암리-마산 주도로로 이어지는 길을 개선하기 위해 노력했다. 공병대는 필요한 경우 포병을 위한 대피로로 사용하고, 병력 및 보급품의 더 나은 이동을 위해 연대 구역의 도로망을 개선할 계획이었다. 이 도로는 "공병 도로"로 알려지게 되었다.
8월 15일, 제24보병연대와 남쪽의 제5RCT 사이에 필봉 지역에 4,000 야드 (3,700 m) 너비의 간격이 있었다. 제24보병연대는 이전 교전에서 제대로 수행하지 못했기 때문에, 킨은 다음 날 432명의 국민 경찰을 이 지역으로 보내 이 간격에 배치하여 조선인민군이 전선의 어떤 구멍도 이용할 수 없도록 했다.

## 전투

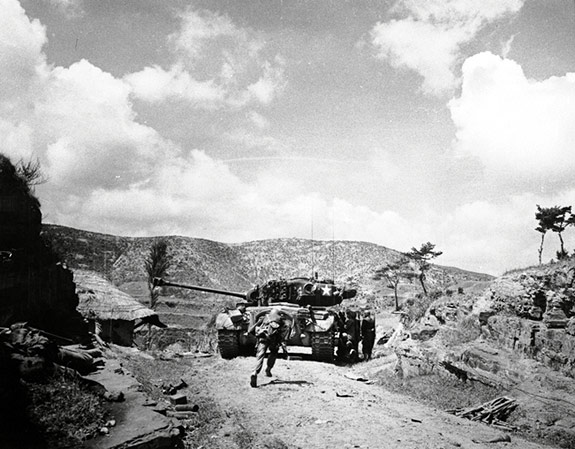
태스크포스 킨 병력들이 마산 동쪽으로 진격한다.

전투산에서 미군 제24보병연대에 맞선 것은 조선인민군 제6사단으로, 8월 5일부터 태스크포스 킨과 교전하고 있었다. 원래 10,000명에 달했던 이 사단은 낙동강 방어선에서 전투를 벌이며 지금까지 4,000명의 사상자를 냈다. 그러나 병력을 보충하기 위해 인근 마을에서 강제 징집된 3,100명의 한국인을 데려왔다. 한국인들은 명령에 따라 싸웠지만, 조선인민군은 탈영, 망명, 항복을 시도하는 자를 사살하기 위해 후방 병사를 배치했다.

### 미군 제24보병연대의 격퇴
제24보병연대 산악 전선에 대한 첫 공격은 8월 18일 아침에 조선인민군이 전투산 북쪽 능선의 E중대 여러 진지를 점령하고 중대장을 살해하면서 시작되었다. 그날 낮에는 중령 폴 F. 로버츠가 그곳에서 제24보병연대 제2대대 지휘를 중령 조지 R. 콜로부터 인계받았다. 다음 날, 조선인민군은 전투산의 C중대를 공격하여 격퇴했다. 장교들은 겨우 40명의 병력을 모아 진지로 되돌려 보낼 수 있었다. 필봉의 많은 국민 경찰도 전투에서 도망쳤고, 56명만이 방어 진지에 남았다. 미군 장교들은 위협과 물리력을 사용하여 다른 병력들을 진지로 되돌렸다. 그날 밤 제24보병연대 전선에는 필봉 북쪽으로 1 마일 (1.6 km)의 간격이 생겼고, 알 수 없는 수의 조선인민군이 그곳으로 이동하고 있었다.
8월 20일, 조선인민군 제6사단은 전투산 점령 노력을 강화하여 두 봉우리를 점령하기 위한 더 강력한 공격을 시작했다. 공격에 직면하여 C중대의 중대장과 약 25명을 제외한 모든 병력이 전투산의 진지를 버렸다. 산 아래에 도착한 도망자들은 중대장이 사망했고 그들의 진지가 조선인민군에게 포위되어 점령되었다고 잘못 보고했다. 이 잘못된 정보에 근거하여 미군 포병과 박격포는 그 진지에 집중 포격을 가했으며, 전투기 폭격기들은 38회 출격하여 네이팜탄, 파편 폭탄, 로켓, 기관총을 사용하여 전투산 정상을 공격하여 20시간 동안 버티던 나머지 26명의 병력을 전투산에서 물러나게 했다. 이 시간 동안 그들은 조선인민군의 항복 제의를 거절했다. E중대 한 소대도 공격이 진행되자마자 약 10명의 병력을 제외하고 산의 진지를 떠났다. 연대 좌측에서 K중대의 서북산 진지에서 온 국군 순찰대는 조선인민군 제15연대 지휘관을 생포했지만, 그는 탈출을 시도하다 몇 분 뒤 사망했다. 순찰대는 그의 시신에서 여러 정보 보고서를 입수했다. 전투산과 필봉에서의 그날 전투 동안, 조선인민군은 서북산의 제24보병연대 좌측면에서 국민 경찰을 몰아냈다. 제24보병연대 병력은 장교들의 명령을 무시하고 계속해서 진지에서 이탈했다. 아프리카계 미국인 장교와 백인 장교 모두 불복종에 격분하여 탈영병들을 고발하는 선서 진술서를 작성했다. 상황이 너무 심각하여 진지에 남은 병사들은 전투에서 너무나 수적으로 열세였기 때문에 종종 동성훈장에 Valor Device가 수여되었다.

### 미군 제5RCT의 참전
킨은 제5RCT 지휘관인 대령 존 L. 스록모턴에게 서북산을 공격하여 탈환할 병력을 준비하도록 지시했다. 8월 21일 아침, 제5보병연대 제1대대는 제24보병연대 경계를 넘어 공격하여 조선인민군의 경미한 저항을 뚫고 산의 가장 남쪽 능선을 확보했다. 그날 저녁, 조선인민군의 강력한 병력이 역습하여 제5보병연대 제1대대를 산에서 밀어냈다. 8월 22일 12시, 제5보병연대 제1대대는 다시 고지를 공격했고, 5시간 후 B중대가 가장 높은 능선을 점령했다. 킨은 이제 제5RCT와 제24보병연대 사이의 경계선을 변경하여, 남쪽 능선은 제5RCT에, 전투산과 필봉은 제24보병연대에 책임을 지웠다. 밤 동안 조선인민군은 제5보병연대 제1대대에 역습을 개시하여 그들이 진지를 통합하는 것을 막았다. 8월 23일 아침, A중대는 봉우리 남서쪽 1,000 야드 (910 m) 지점의 고지를 확보하고 B중대와 연결하려고 시도했지만 실패했다. 조선인민군은 서북산 능선을 너무 중요하게 여겨 방어에 상당한 자원을 투입했으며, 인근 제5RCT를 매일 공격했다.
서북산의 B중대 진지 북쪽에서는 전투 상황이 비슷했다. 전투산에서 필봉으로 이어지는 바위 절벽의 조선인민군 병사들은 공습 동안 엄폐했다. 네이팜, 500 파운드 (230 kg) 폭탄, 기총소사는 거의 효과가 없었다. 유엔 항공기가 떠날 때마다 조선인민군은 전투 진지를 재점령했다. 제24보병연대 병력은 조선인민군의 완강한 저항 때문에 남쪽으로 진격하여 제5RCT B중대와 합류할 수 없었다.

### 8월 21일~26일 공격
산악 능선을 따라 더 북쪽에 있는 전투산 지역에서는 제24보병연대에게 전투가 불리하게 진행되고 있었다. C중대가 전투산을 잃은 후, 강력한 유엔 공습과 포병 사격이 보병 반격 준비를 위해 정상에 집중되어 조선인민군으로부터 산을 되찾으려 했다. 덥고 습한 날씨는 가파른 경사면을 오르기 어렵게 만들었지만, 8월 21일 12시까지 L중대는 정상에 도착했다. 조선인민군 병력은 유엔 항공기, 포병, 박격포 사격으로 정상에서 물러났다. 조선인민군은 자체 박격포 사격을 정상에 가하여 L중대가 진지를 통합하는 것을 막았다. 이 상황은 오후 중반까지 계속되었는데, 조선인민군 소대가 산의 동쪽 경사면 참호에서 나와 L중대 소대를 뒤에서 기습 공격했다. L중대의 다른 두 소대는 총성을 듣고 진지를 떠나 산 아래로 내려가기 시작했다. 장교들이 L중대와 I중대를 동쪽 경사면에 집결시키려 하는 동안 조선인민군은 신속하게 정상을 재점령했다. E중대 병력도 그날 낮에 진지를 떠났다.
미군 항공, 포병, 박격포 및 전차 사격은 이제 전투산에 집중되었고, I중대와 L중대는 전투산을 탈환하기 위한 또 다른 반격을 준비했다. 이 공격은 곧 시작되었지만 느리게 진행되었고, 자정에 중단되어 날이 밝기를 기다렸다. 8월 22일 새벽 직후, I중대와 L중대는 공격을 재개했다. L중대는 산을 올라갔고, I중대가 화력 지원을 제공했다. 조선인민군의 수류탄 3발이 6명의 병사를 부상시켰고, 나머지 병사들은 좌절한 지휘관의 명령 없이 후퇴했다. 그들은 결국 약간의 강압으로 고지로 되돌아왔다. 몇 시간 후, 소규모 조선인민군 병력이 우측면을 우회하자, 중대는 다시 명령 없이 산 아래로 I중대의 진지로 후퇴했다.
8월 23일 다음날에도 전투산에서 전투가 계속되었고, I중대와 L중대를 강화하기 위해 더 많은 국민 경찰 부대가 도착했다. 미군과 국군 병력은 마침내 전투산을 불안정하게 점령했는데, 주로 서쪽 경사면의 조선인민군 접근로를 목표로 하는 미군 박격포의 지원 사격 덕분이었다. 그날 조선인민군은 6차례 고지를 역습했지만 매번 격퇴되었다. 제24보병연대 제3대대 병력은 계속해서 공격 아래 무너져내렸고, 대대장은 킨에게 병사들을 통제하기 위해 더 많은 장교가 필요하다고 불평할 정도였다. 함안 지역의 상황은 워커가 예비 부대인 제1임시해병여단을 이 전선으로 이동시킬 가능성을 알리도록 했다. 그러나 이 부대는 한 번도 파견되지 않았다. 8월 24일, I중대와 L중대는 탈영병과 사상자로 인해 너무나 큰 타격을 입어 고지에서 철수했다. 그들은 전투 중에 120명의 사상자를 냈다. C중대가 국군 경찰과 함께 봉우리를 담당했다.
조선인민군 병력은 전선 전체에 걸쳐 제24보병연대를 계속 공격하며 약점을 탐색했다. 8월 25일과 26일, C중대는 둔덕에서 뻗어 나온 긴 능선을 따라 전투산에 대한 조선인민군의 여러 차례 공격을 격퇴했다. 이 전투 중 한 지점에서, 미국 공군 항공기 편대가 약 100명의 조선인민군 병사를 개활지에서 포착하여 즉시 네이팜탄, 폭탄, 기총소사를 가했다. 조선인민군 병력은 거의 생존자 없이 전멸했다. 이 시점에 전투산은 C중대와 E중대 1개 소대, 제24보병연대와 국민 경찰 중대로 구성된 태스크포스 베이커가 방어했다. 이 특별 지휘부는 고립된 전투산 지역과 확장된 연대 전투 전선 때문에 설립되었다. 다음 이틀 동안 공습은 조선인민군 역습을 계속 막아냈고, 그들이 전투산에 대한 심각한 공격으로 발전하는 것을 방지했다.

### 8월 28일~29일 공격
제24보병연대 제3대대는 8월 27일 전투산 지역에서 제1대대를 교대했으며, 제1대대는 예비대로 물러났고, C중대는 태스크포스 베이커의 일부로 전투산에 남아 있었다. 다음 날인 8월 28일에도 조선인민군의 공격은 계속되었다. 그날, 새벽 전에 조선인민군 중대 규모의 공격이 C중대와 I중대 사이에 강타했다. 그날 밤, 조선인민군 박격포 사격이 전투산의 C중대에 떨어졌다. 자정 이후, 조선인민군 보병 부대가 후방 지역에 나타나 지휘소를 점령했다. 8월 29일 다음 날 아침 02시 45분에 공격이 시작되자 C중대 일부 병력은 발포도 하지 않고 전투산의 진지를 버렸다. 조선인민군은 이어서 E중대를 향해 공격을 감행하여 그 진지의 일부를 점령했다. 날이 밝은 후의 공중 보급은 C중대에 탄약을 보급했고, 조선인민군 주 진지로부터의 접근로를 봉쇄하는 포병 사격은 상당한 증원군이 전투에 진입하는 것을 막았다. 8월 29일 하루 종일 포병 사격과 공습이 E중대의 옛 진지를 점령하고 있는 조선인민군을 강타했다. 그리고 저녁에 E중대는 역습하여 잃었던 진지를 재점령했다.
8월 29일 23시, 조선인민군은 C중대를 다시 공격했다. 중대 진지의 좌측 병사들은 재빨리 진지를 버렸고, 곧 전체 중대가 후퇴하여 조선인민군이 다시 산을 점령하게 되었다. 대위 로렌스 M. 코코란 중대장은 그의 지휘소에 17명의 부상병을 포함한 병력만 남게 되었다. 남아 있던 모든 병사들은 나중에 동성훈장을 받았다. 8월 30일 날이 밝은 후, 유엔 공습은 다시 전투산에 가해졌고, 계곡에서 미군 포병, 박격포 및 전차 사격은 조선인민군이 점령한 봉우리에 집중되었다. 부상당한 미군 병사 한 명이 탈출이 막힌 채 몇 시간 동안 숨어 있다가 산을 내려왔다. 그는 조선인민군 주 병력이 공습으로부터 더 잘 엄폐하기 위해 봉우리 서쪽의 숲이 우거진 능선으로 철수했으며, 산 자체에는 소규모 방어 병력만 남겨두었다고 보고했다. 11시, 그때까지 예비 부대였던 B중대가 제3대대의 지원을 받아 고지를 향해 공격하여 13시까지 정상을 탈환했다. 열악한 방어 진지는 수리되었지만 정상에 있는 미군 병사들에게는 병참 문제가 계속되었다.
제24보병연대는 항상 같은 방식으로 전투산을 점령했다. 포병, 박격포, 전차 사격이 정상을 강타하고, 네이팜탄을 사용하는 공습이 봉우리 정상을 덮었다. 그런 다음, 보병은 정상의 동쪽 경사면 아래 고지에서 공격했다. 지원 박격포는 화력 지원 거점을 설치하고 보병이 정상 바로 아래 지점에 도착할 때까지 고지에 포격을 가했다. 박격포 사격은 중단되었고 보병은 마지막 구간을 빠르게 정상까지 이동했으며, 보통 조선인민군이 버리고 간 것을 발견했다.

### 교착 상태
전투산은 8월 한 달 동안 너무 자주 주인이 바뀌어서 정확한 횟수에 대한 합의가 없다. 제24보병연대 제1대대 정보 하사관은 봉우리가 19번 주인이 바뀌었다고 추정했다. 이후 연구에 따르면 실제 횟수는 20번이었다. 8월 18일부터 월말까지 조선인민군은 매일 밤 산을 공격했다. 봉우리는 종종 24시간 동안 두세 번 주인이 바뀌었다. 일반적인 패턴은 조선인민군이 밤에 점령하고 미군 제24보병연대가 다음날 재탈환하는 식이었다. 이러한 형태의 변동성 있는 전투는 포병 전방 관측병과 그 장비 사이에서 비교적 높은 손실을 초래했다. 8월 15일부터 31일까지 기간 동안 제159야전포병대대 관측 및 연락반 소속의 전방 관측병 7명과 기타 대원 8명이 사상자가 되었으며, 이 과정에서 무전기 8대, 전화기 11대, 차량 2대를 잃었다.
전투산과 필봉 남쪽의 서북산 지역 방어에서 제5RCT 제1대대도 월말 마지막 주에 거의 계속적인 전투를 벌였다. 이 기간 동안, 제5RCT C중대의 원사 멜빈 오. 핸드리치는 8월 25일과 26일의 행동으로 사후 명예훈장을 받았다. 그는 전방 진지에서 공격하는 조선인민군 병력에 포병 사격을 지시했고, 한때 개인적으로 중대 일부가 진지를 포기하는 것을 막았다. 부상을 입었음에도 불구하고 핸드리치는 전방 진지로 돌아가 포병 사격을 계속 지시했으며, 사망할 때까지 혼자 조선인민군 병력과 교전했다. 제5RCT가 이 지역을 되찾았을 때, 주변에서 70명 이상의 사망한 조선인민군 병력을 확인했으며, 모두 핸드리치에 의해 사망했을 가능성이 높다. 8월 말까지 마산 서쪽 산악 지역의 전투는 교착 상태에 머물렀다. 어느 쪽도 확실한 우위를 확보하지 못했다.

### 9월 공세

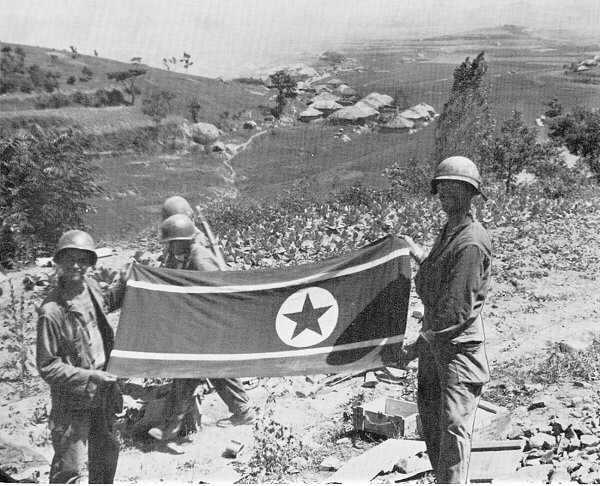
미군 제35보병연대 병력들이 남강에서 노획한 조선인민군 깃발을 전시하고 있다. 조선인민군은 9월 공세를 함안과 남강 진지에 집중했지만, 전투산에서는 제한적인 전투가 계속되었다.

조선인민군 제6사단과 제7사단은 9월 공세 동안 주로 남강과 낙동강을 따라 미군 제25보병사단 진지 돌파를 시도하기 위해 병력을 집결시켰지만, 조선인민군 제6사단은 계속해서 이 지역에 대한 공격을 이어갔다. 조선인민군 포병과 박격포 사격이 전투산, 필봉, 서북산에 떨어졌고, 9월 1일부터 6일까지 기간 동안 조선인민군 병력의 강력한 국지 공격과 순찰이 있었다. 제5보병연대 제1대대는 서북산 남쪽 지역을 완전히 점령하는 데 성공하지 못했으며, 이는 아래 계곡과 조선인민군 후방 지역을 관측할 수 있는 이점을 제공했을 것이다. 제24보병연대의 불안정성 때문에 킨은 스록모턴에게 그의 유일한 연대 예비대인 E중대를 함안 도로를 따라 제24보병연대 지역 북쪽으로 보내 제5RCT의 우측면을 보호하도록 명령해야 했다. 이 진지에서 E중대는 매일 밤 제24보병연대에서 이탈한 병사들을 수집하여 다음 날 아침 그들의 부대로 돌려보냈다. 이후 미국 해군이 이 전선의 전투에 참여했으며, 구축함들은 남쪽 해안에서 서북산에 낮게 깔린 구름에 탐조등을 비춰 야간에 조명을 제공했다. 한 구축함은 거의 계속적으로 배치되어 6문의 5인치 함포 사격으로 지상 작전을 지원했다. 포병 항공 관측병은 화력 통제소를 통해 이 해군 함포 사격을 지휘했다.
9월 7일, 조선인민군의 공격은 다시 한 번 국군과 미군 병력을 전투산에서 몰아내는 데 성공했다. 제25사단은 중령 조지 H. 드초우가 지휘하는 제27보병연대 제3대대에게 봉우리를 탈환하도록 명령했다. 드초우는 막 제24보병연대 후방 지역을 통과하여 함안 부근으로 반격했다. 제24보병연대의 K중대와 B중대는 그를 따라가 그가 재점령하면 정상을 확보하기로 되어 있었다. 9월 7일부터 9일까지 제3대대는 전투산을 향해 반격했다. 9월 9일, I중대가 정상에 도달하여 조선인민군과 근접 전투를 벌였다. L중대가 정상에 뒤따라왔지만, 참호에 박힌 조선인민군은 양 중대를 격퇴하여 경사면 아래로 다시 밀어냈다. 약 2개 조선인민군 중대가 전투산 정상을 점령하고 있었고, 2개 중대가 그들의 측면을 보호하고 있었다. 드초우의 제3대대는 이 3일간의 전투에서 막대한 사상자를 냈다. 9월 9일 오후, 미군 반격 부대는 9월 7일에 재탈환했던 높은 지형, 즉 전투산 동쪽 1,000 야드 (910 m) 지점으로 물러났다. 포병, 박격포, 공습이 전투산의 조선인민군 진지를 폭격했다. 이 교착 상태 동안, 제25사단으로부터 제27보병연대 제3대대가 마산 부근으로 이동하라는 명령이 내려왔다. 낙동강 방어선 전선의 다른 곳에서 필요했기 때문이었다.

### 포위 작전

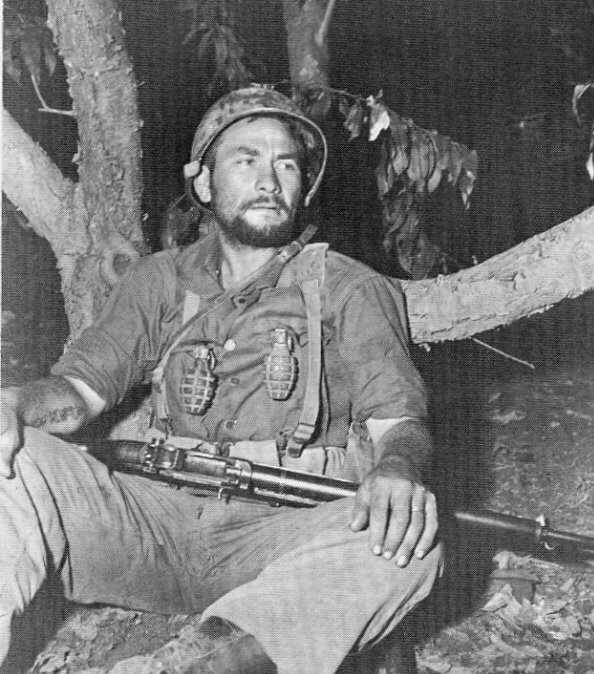
제5RCT의 지친 병사가 마산에서 31일간의 전투 후 쉬고 있다.

제27보병연대 제3대대가 9월 8일과 9일 공격 후 전투산의 높은 봉우리를 점령하지 못하자, 제24보병연대는 전투산을 재탈환하려는 시도를 중단했다. 제24보병연대 K중대와 제65공병전투대대 C중대는 전투산 동쪽 아래 언덕에 참호를 파고, 철조망과 지뢰로 진지를 요새화했으며, 진지에 대한 모든 접근로에 등록된 포병 및 박격포 사격을 배치했다. 연대장은 포병 및 박격포 사격으로 전투산의 조선인민군을 저지할 계획이었다. 전투산의 조선인민군은 이후 밤에 낮은 미군 방어 진지를 여러 차례 공격했지만, 모든 공격은 격퇴되었다. 거의 한 달간의 지속적인 전투 끝에 조선인민군은 전투산 정상을 점령하고 유지했다. 그러나 제24연대와 배속된 포병의 방어 사격은 그들을 그곳에 저지시켰고, 그들은 정상 점령을 이용하거나 더 이상 공격할 수 없었다.
전투산을 점령한 조선인민군은 남동쪽의 필봉을 장악하기 시작했다. 9월 14일 새벽녘, 400~500명의 조선인민군 병력이 필봉의 제24보병연대 I중대와 L중대를 공격했다. 여러 차례의 공격이 격퇴되었지만, 병사들이 진지를 이탈하면서 L중대의 병력은 100명에서 40명으로 줄어들었다. L중대의 잔여 병력은 필봉 정상의 I중대 진지를 향해 철수했지만, 이 중대는 비교적 가벼운 공격을 받고 산을 떠났다는 것을 알게 되었다. 그들은 남아 있는 소수의 병력으로 필봉을 지킬 수 없었고, 그곳 또한 잃었다.
제25사단에 대한 가장 격렬한 공격이 가라앉자마자 워커는 9월 7일 제5RCT를 풀어 낙동강 방어선 다른 교전 지역으로 이동시키라고 명령했다. 대구 북쪽에서 계속되는 전투로 인해 예비 병력을 그곳으로 이동시켜야 했다. 그날 저녁, 제27보병연대 제1대대와 제2대대는 남강 전장에서 마산 전선의 제5RCT를 교대하기 위해 이동했다. 제27연대장 존 H. 마이켈리스 대령은 9월 9일 15시에 연대 구역의 지휘를 맡았다. 제27보병연대 제3대대는 그날 전투산에 대한 반격을 중단하고 연대에 합류하여 9월 11일 전선 남쪽 끝에 자리 잡았다. 한편, 제5RCT는 9월 10일 삼랑진으로 이동하기 시작했다. 삼랑진에 도착하자, 제8군 예비대로 넘어갔다.
9월 중순에도 유엔군은 낙동강 방어선의 거의 모든 지점에서 조선인민군과 교전하고 있었다. 2주간의 전쟁 중 가장 격렬한 전투 끝에 그들은 마산 접근로 주변의 주요 공격 축에서 조선인민군의 낙동강 대공세를 겨우 막아냈다.

### 인천 상륙 작전과 부산 방어선 돌파
인천에서의 유엔군 반격은 조선인민군 전선을 붕괴시키고 모든 전선에서 그들을 후퇴시켰다. 9월 16일, 제8군은 낙동강 방어선에서 돌파 작전을 시작했지만, 제25보병사단은 여전히 후방에서 조선인민군과 싸우고 있었고, 전투산, 필봉, 서북산의 고지에는 조선인민군의 거점이 존재했다. 킨은 사단 전선의 산악 지대가 정리되어야 진주를 향한 도로를 따라 진격할 수 있다고 느꼈다. 따라서 그는 제25사단의 진격의 핵심이 조선인민군이 고지를 점령하고 제24보병연대를 매일 공격하고 있는 사단 전선의 중앙에 있다고 믿었다. 좌측의 제27보병연대와 우측의 제35보병연대는 진주와 마산 사이의 도로를 따라 진지를 지키고 있었고, 제24보병연대 전면의 상황이 개선될 때까지 진격할 수 없었다.
킨은 그의 계획을 실행하기 위해 9월 16일 소령 로버트 L. 울포크(제35보병연대 제3대대장)가 지휘하는 복합 대대 규모의 태스크포스를 조직하고, 다음 날 전투산과 필봉을 공격하여 제24보병연대 진지를 복원하는 임무를 부여했다. 9월 17일~18일, 태스크포스는 제8야전포병대대와 제90야전포병대대의 강력한 포병 지원과 수많은 공습을 받으며 이 고지들을 반복적으로 공격했지만, 고지에서 쏟아지는 조선인민군의 자동화기 사격은 매번 돌격하는 병력들을 막아내며 막대한 사상자를 냈다. 하루 만에 제27보병연대 A중대만 57명의 사상자를 냈다. 제24보병연대는 전투산 뒤에서 발이 묶였다. 울포크의 병력은 9월 18일 실패 후 조선인민군을 고지에서 몰아내려는 노력을 포기했고, 다음 날 태스크포스는 해체되었다.

### 조선인민군의 철수
9월 19일 유엔군은 조선인민군이 밤사이에 전투산을 포기한 것을 발견했고, 제24보병연대 제1대대가 진격하여 점령했다. 우측에서는 제35보병연대가 전진하기 시작했다. 저항은 미미했지만, 중암리 앞의 고지에 도달하자 숨어 있던 조선인민군 병사들이 거미굴에서 제1대대 병사들을 후방에서 사격했다. 다음 날 제1대대는 중암리를 점령했고, 제2대대는 그곳에서 남강까지 이어지는 긴 능선을 점령했다. 한편, 조선인민군은 여전히 사단 좌측에서 강력하게 저항했으며, 제27보병연대는 전진하려고 시도하면서 격렬한 전투를 벌였다.
조선인민군은 9월 18일 밤부터 19일까지 마산 지역에서 철수했다. 조선인민군 제7사단은 남강 남쪽에서 철수했고, 제6사단은 전체 전선을 커버하기 위해 병력을 측면 이동시켰다. 제6사단의 엄호를 받으며 제7사단은 9월 19일 아침까지 남강 북쪽으로 건너갔다. 그리고 조선인민군 제6사단은 서북산의 진지에서 철수했다. 미군 부대는 북쪽으로 빠르게 추격했으며, 더 이상 전략적 중요성이 없는 전투산 진지를 통과했다.

## 여파
미군 제5RCT는 낙동강 방어선 전투에서 269명 전사, 573명 부상, 4명 실종을 기록했으며, 이 중 대부분은 마산에서 발생했다. 제24보병연대는 낙동강 방어선 전투 기간 동안 267명 전사, 796명 부상, 1명 포로, 2명 실종을 기록했지만, 이 수치는 전투산에서 싸운 연대 병력(부상자 약 450명, 전사자 약 150명)과 8월 31일 이후 함안에서 싸운 병력으로 나뉜다. 제24보병연대를 지원한 제65공병대대는 27명 전사, 75명 부상을 입었다.
조선인민군은 전투에서 막대한 피해를 입었고, 대부분은 공격 중에 사상자가 되었다. 9월 중순까지 조선인민군 제7사단은 4,000명으로 줄어들었으며, 이는 방어선 투입 당시보다 6,000명이 감소한 수치이다. 조선인민군 제6사단은 2,000명만이 북한으로 돌아갔으며, 이는 병력의 80% 손실을 의미한다. 북한으로 돌아가려던 부대원 중 최대 3,000명이 포로로 잡히는 등 대규모 병력이 포로로 잡혔다. 20,000명 이상의 공격 병력은 마산 전투가 끝날 무렵에는 6,000명으로 줄어들었다.
탈영은 사실상 분리된 부대인 제24보병연대에게 계속해서 문제였다. 제8군이 집계한 통계에 따르면, 제25보병사단은 8월 한 달 동안 제25보병연대에서 116명의 탈영병을 구금해야 했으며, 이는 제27보병연대에서 15명, 제35보병연대에서 12명에 불과한 것과 비교된다. 이 연대는 이미 몇 주 전 상주 전투에서 부실한 성과로 비판을 받은 바 있었다. 8월 말, 킨은 부대의 행동을 조사하기 시작했고, 그들의 부실한 성과가 사단의 다른 부대에도 악영향을 미치기 시작하고 있음을 발견했다. 킨은 이 연대를 약한 고리로 간주했으며, 전투산 및 함안 전투에서의 부실한 성과 이후, 워커에게 이 연대를 해체하고 그 병사들을 야전의 다른 부대에 보충병으로 사용하도록 제안했다. 연대의 거의 모든 장교와 사병은 이 아이디어를 지지했지만, 워커는 연대를 잃을 여유가 없다고 판단하여 거절했다.

### 인용
1. ↑  Varhola 2000, 3쪽
2. 1 2  Alexander 2003, 52쪽
3. ↑  Catchpole 2001, 15쪽
4. 1 2  Varhola 2000, 4쪽
5. ↑  Alexander 2003, 90쪽
6. ↑  Alexander 2003, 105쪽
7. ↑  Fehrenbach 2001, 103쪽
8. ↑  Appleman 1998, 222쪽
9. ↑  Appleman 1998, 221쪽
10. ↑  Alexander 2003, 114쪽
11. ↑  Catchpole 2001, 24쪽
12. ↑  Catchpole 2001, 25쪽
13. ↑  Appleman 1998, 247쪽
14. 1 2 3 4 5 6 7  Bowers, Hammong & MacGarrigle 2005, 145쪽
15. ↑  Appleman 1998, 365쪽
16. 1 2 3 4  Appleman 1998, 366쪽
17. 1 2 3 4 5  Bowers, Hammong & MacGarrigle 2005, 147쪽
18. 1 2  Appleman 1998, 368쪽
19. 1 2 3 4 5 6  Appleman 1998, 369쪽
20. ↑  Bowers, Hammong & MacGarrigle 2005, 146쪽
21. 1 2 3 4  Bowers, Hammong & MacGarrigle 2005, 154쪽
22. 1 2 3 4 5  Appleman 1998, 370쪽
23. 1 2 3  Bowers, Hammong & MacGarrigle 2005, 148쪽
24. 1 2  Bowers, Hammong & MacGarrigle 2005, 149쪽
25. 1 2 3 4  Appleman 1998, 371쪽
26. ↑  Bowers, Hammong & MacGarrigle 2005, 150쪽
27. 1 2 3 4 5 6 7  Appleman 1998, 372쪽
28. 1 2  Bowers, Hammong & MacGarrigle 2005, 151쪽
29. ↑  Bowers, Hammong & MacGarrigle 2005, 152쪽
30. 1 2 3 4 5 6  Bowers, Hammong & MacGarrigle 2005, 153쪽
31. 1 2  Appleman 1998, 373쪽
32. 1 2 3  Appleman 1998, 374쪽
33. 1 2 3  Alexander 2003, 132쪽
34. 1 2 3 4  Appleman 1998, 375쪽
35. ↑  Bowers, Hammong & MacGarrigle 2005, 161쪽
36. ↑  Bowers, Hammong & MacGarrigle 2005, 163쪽
37. ↑  Alexander 2003, 181쪽
38. ↑  Alexander 2003, 183쪽
39. ↑  Appleman 1998, 483쪽
40. ↑  Bowers, Hammong & MacGarrigle 2005, 174쪽
41. 1 2 3 4 5  Appleman 1998, 484쪽
42. ↑  Bowers, Hammong & MacGarrigle 2005, 175쪽
43. ↑  Bowers, Hammong & MacGarrigle 2005, 176쪽
44. 1 2  Appleman 1998, 485쪽
45. ↑  Appleman 1998, 568쪽
46. 1 2  Bowers, Hammong & MacGarrigle 2005, 177쪽
47. 1 2 3  Appleman 1998, 569쪽
48. ↑  Bowers, Hammong & MacGarrigle 2005, 179쪽
49. 1 2  Appleman 1998, 570쪽
50. ↑  Bowers, Hammong & MacGarrigle 2005, 180쪽
51. ↑  Ecker 2004, 31쪽
52. ↑  Ecker 2004, 29쪽
53. ↑  Appleman 1998, 546쪽
54. ↑  Appleman 1998, 603쪽
55. ↑  Bowers, Hammong & MacGarrigle 2005, 113쪽
56. ↑  Bowers, Hammong & MacGarrigle 2005, 155쪽
57. ↑  Appleman 1998, 572쪽